# Alexandra Barré
Alexandra Barré (* 29. Januar 1958 in Budapest, Ungarn als Alexandra Sandor) ist eine ehemalige kanadische Kanutin.

## Karriere
Alexandra Barré wurde in Ungarn geboren und wandte sich nach ersten Aktivitäten im Turnen dem Kanusport zu. 1975 lernte sie bei den Junioren-Weltmeisterschaften ihren zukünftigen Ehemann Denis Barré kennen, einen kanadischen Kanuten. Sie trafen sich erneut bei den Olympischen Spielen 1976 in Montreal, bei denen Denis Barré in zwei Wettkämpfen startete, während Alexandra Barré, damals noch unter ihrem Mädchennamen Alexandra Sandor, nur als Ersatzfrau angereist war. Ein Jahr darauf heirateten die beiden und das Paar ließ sich in Kanada nieder, nachdem Barré nicht zur ungarischen Olympiaauswahl für die Spiele 1980 gehörte. Sie bekamen eine Tochter, ehe Barré ab 1981 wieder als Kanutin aktiv wurde, nunmehr für Kanada.
Sie nahm bei den Olympischen Spielen 1984 in Los Angeles in zwei Wettbewerben teil. Im Zweier-Kajak gewann sie mit Susan Holloway ihren Vorlauf, sodass sie sich direkt für den Endlauf qualifizierten. Diesen schlossen sie nach 1:47,13 Minuten hinter den siegreichen Schwedinnen Agneta Andersson und Anna Olsson und vor den Deutschen Josefa Idem und Barbara Schüttpelz auf dem zweiten Platz ab, womit sie die Silbermedaille gewannen. Barré gehörte außerdem ebenso wie Holloway, Lucie Guay und Barbara Olmsted zur Besatzung des kanadischen Vierer-Kajaks auf der 500-Meter-Strecke. Da nur sieben Mannschaften vertreten waren, gab es keine Vorrunden. Die Kanadierinnen überquerten nach 1:39,40 Minuten als Dritte die Ziellinie, 1,06 Sekunden hinter den erstplatzierten Rumäninnen und 0,53 Sekunden hinter dem schwedischen Boot, und sicherten sich dadurch die Bronzemedaille. 1986 beendete sie ihre Karriere.
Sie betrieb in der Folge gemeinsam mit ihrem Mann Denis Barré ein Hotel. Ihre Tochter Mylanie Barré war ebenfalls zweifache olympische Kanutin.